# خان العطارين
خان العطارين أحد خانات منطقة جدة التاريخية الواقعة في وسط مدينة جدة غرب المملكة العربية السعودية.